# Margon, Eure-et-Loir

Margon este o comună în departamentul Eure-et-Loir, Franța. În 1 ianuarie 2018 avea o populație de 1.165 de locuitori.